# William Mintram
William Mintram (ur. w marcu 1866, zm. 15 kwietnia 1912) – jeden z pasażerów Titanica. Z zawodu był strażakiem. Tragicznie zginął w katastrofie parowca. Po wyjściu z więzienia za zabójstwo żony, William nawiązał współpracę z White Star Line.

## Małżeństwo
William poślubił Elizę Mary Rose Veal 16 sierpnia 1886 roku. Miał z nią pięcioro dzieci: Williama Juniora, Charlesa, George’a, Maya i Rosina.

## Morderstwo żony
Dnia 18 października 1902 roku William zamordował swoją żonę. Powodem był spór o kupno butów dla ich dzieci. Mężczyzna uzależnił się od alkoholu i liczył na to, że Eliza kupi mu butelkę dowolnego trunku. Proces został rozstrzygnięty natychmiastowo. Sędzia wydał wyrok: mężczyznę skazano na 12 lat więzienia za nieumyślne spowodowanie śmierci.

## Śmierć
William Mintram zginął w katastrofie parowca. W chwili zatonięcia udało mu się znaleźć kamizelkę ratunkową, lecz oddał ją swojemu zięciowi Walterowi.